# Johann Joachim Petz
Johann Joachim Petz (* 4. Februar 1768 in Windsheim im Rezatkreis; † 9. August 1826 in Fürth) war ein deutscher Mediziner.

## Leben
Johann Joachim Petz besuchte in Windsheim das Gymnasium (siehe Georg-Wilhelm-Steller-Gymnasium) und wurde in Rothenburg ob der Tauber zum Apotheker ausgebildet; darauf immatrikulierte er sich an der Universität Erlangen zu einem Medizinstudium und setzte das Studium an der Universität Würzburg fort. Im Anschluss erweiterte er seine erlernten medizinischen Kenntnisse durch den Besuch verschiedener medizinischer Einrichtungen in Wien, Berlin und später auch in Paris. 1791 promovierte er in Erlangen mit seiner Dissertation Diss. de variis in leucorrhoea venerea pirili medendi methodis zum Dr. med. und wurde hierbei durch Heinrich Friedrich Delius ernannt.
Nach Beendigung seiner Ausbildung ließ er sich als praktischer Arzt und Geburtshelfer 1791 in Fürth nieder.
Durch seine durchgeführten Schutzimpfungsmaßnahmen konnte er die Todesfälle durch Pocken von 58 Toten im Jahr 1800 auf 7 Tote im Jahr 1801 senken. Er übergab am 5. März 1801 einem Stadtrat von Nürnberg ein Impfserum, mit dem dessen einziger Sohn geimpft wurde; dies war die erste Pockenimpfung in Nürnberg.
1809 wurde er in Fürth zum Stadtgerichtsarzt ernannt und als er verstarb, war er Fürther Kreisphysikus.
Er richtete 1819 in Fürth ein Schwefeldampfbad ein.
Johann Joachim Petz hatte vier Brüder und zwei Schwestern und war mit Margaretha Ursula Wilhelmina (geb. Hauck; † 16. September 1835) verheiratet; die Ehe blieb kinderlos.

## Schriften (Auswahl)
- Dissertation de variis in leucorrhoea venerea pirili medendi methodis. Erlangen, 1791.
- Methoden, den Tripper beim männlichen Geschlecht zu behandeln. In: Neueste Sammlung der auserlesensten und neuesten Abhandlungen für Wundärzte, 6. Band. Leipzig, 1793. S. 108–146 (Digitalisat).